# Johannes von Oppido
Johannes von Oppido (* um 1073) war ein normannischer Priester aus Unteritalien, der im Jahre 1102 zum Judentum konvertierte und dabei den Namen Obadja (ha-Ger) annahm, weshalb er auch unter dem Namen Obadja der Proselyt bekannt wurde. Von ihm sind die ersten Musiknotationen zu hebräischen Texten erhalten.

## Leben
Johannes wurde als Spross einer adligen normannischen Familie Ende des 11. Jahrhunderts geboren. Sein älterer Zwillingsbruder Roger sollte Ritter werden, für Johannes war der Priesterstand vorgesehen. Nicht zuletzt seine Studien der Hebräischen Bibel brachten ihn in die Nähe des Judentums, bis er schließlich begann, auch jüdische Gebräuche zu beachten. Als Vorbild diente ihm der Erzbischof von Bari, Andreas II., der ebenfalls konvertiert war und nach Ägypten auswanderte. Johannes zog nach Konstantinopel, wo er seine Studien vertiefte, aber auch polemische Schriften gegen das Christentum verfasste. Schließlich musste er weiterziehen und kam über Bagdad nach Aleppo, wo ein Rabbiner seine Konversion bestätigte. Von dort zog er weiter über Banyas am Fuße des Hermon und Tyros bis nach Kairo. 